# えぶりでいホスト
『えぶりでいホスト』は、ごとうにもによる日本の漫画作品。『pixiv』、『ニコニコ静画』、ごとうの個人のサイトにて2020年7月26日から2022年10月27日まで発表され、2024年9月にKADOKAWAより電子書籍で単行本化された。新宿から離れた立地に存在するホストクラブを舞台に、個性的なホストが繰り広げる日常系ギャグが描かれる。

## 登場人物
声の項はテレビアニメの声優。

### クラブワン
コーイチ / 恍一
声 - 下野紘
クラブ・ワンの代表で、No.1ホスト。20年以上のホスト歴を持つ。弟系。
ハジメ / 一
声 - 八代拓
クラブ・ワンのNo.4ホスト。NT系（Nは「なるほど」、Tは「たしかに」）。本名は関口で、生命保険会社の営業で働いていたところ、病んだあげくにホストへ転職する。
リョーイチ / 猟一
声 - 畠中祐
クラブ・ワンのNo.2ホスト。色恋系。元アイドル。2億の借金がある。
センイチ / 扇一
声 - 岡本信彦
クラブ・ワンのNo.3ホスト。オラオラ系。稼ぎの大半はソーシャルゲームで課金をしている。
太一（たいち）
声 - 猪股慧士
クラブ・ワンで兼業のパートとして勤務。
与一（よいち）
クラブ・ワンで兼業のパートとして勤務。

### トリリオン
シン / 伸
声 - 西山宏太朗
トリリオンのNo.1ホスト。オーラがすごい。
ルイ / 累
声 - 梅原裕一郎
トリリオンのNo.2ホスト。人を壁にめり込むほど打ち付ける事の出来る剛腕の持ち主。常に葉巻を吸っている。
ミオ / 澪
声 - 天崎滉平
トリリオンのNo.3ホスト。口が悪い。見た目は中性的。

### クラブ・くいだおれ
おこのみ太郎（おこのみたろう）
声 - 木内秀信
クラブ・くいだおれのNo.1ホスト。ホスト歴40年のベテランだが、自称年齢は29歳。関西弁で話す。口調は落ち着いているが、見た目は派手。
紅ショウガ仁（べにショウガじん）
クラブ・くいだおれの代表で、No.2ホスト。27歳。
ソース西岡（ソースにしおか）
声 - ソンド
クラブ・くいだおれのNo.3ホスト。23歳。お酒が飲めない。

## 作風
現職のホストは本作を「現実離れしたギャグなのに異様にリアル」と評しているという。

## 書誌情報
電子書籍のみ。
- ごとうにも『えぶりでいホスト』KADOKAWA〈あすかコミックスDX〉、全5巻
  1. 2024年9月24日発売[11]
  2. 2024年10月24日発売[23]
  3. 2024年11月22日発売[24]
  4. 2024年12月24日発売[25]
  5. 2024年12月24日発売[26]

## テレビアニメ
2024年12月にアニメ化が発表され、2025年4月5日からテレビ東京ほかにて連続2クールで放送されている。3分の尺のショートアニメである。
2025年3月23日に開催された「AnimeJapan 2025」のテレ東ブースにて、『あにレコTV』の公開収録が行われ、その一環として本作のステージイベントを実施。コーイチ役を務める下野紘、リョーイチ役を務める畠中祐、NON STYLEの井上裕介、美山加恋がイベントに参加している。

### スタッフ
- 原作 - ごとうにも[4]
- 監督・脚本・アニメーション - ラレコ[4]
- 美術 - 白佐々木和馬
- 音響監督 - 千田耕平
- 音楽 - 出羽良彰
- チーフプロデューサー - 岩永さくら[4]
- プロデューサー - 押切大機、村松紗也子→紅谷佳和、望月泰江、嶋崎英郎、平野宗一郎
- アニメーションプロデューサー - 植木日菜子
- アニメーション制作 - ファンワークス[4]
- 製作 - えぶりでいホスト製作委員会[4]

### 主題歌
「えぶりでいホスト」
えぶホスPlayersによる主題歌。作詞・作曲は鬼龍院翔、編曲は鬼龍院翔、tatsuo。
下野紘、八代拓、畠中祐、岡本信彦、西山宏太朗、梅原裕一郎、天﨑滉平、木内秀信が「えぶホスPlayers」として歌っており、EVIL LINE RECORDSが楽曲のプロデュースを担当している。フルサイズの楽曲では西山宏太朗、梅原裕一郎、天崎滉平、木内秀信もメンバーとして参加している。「「えぶりでいホスト」という早口なフレーズが特徴的」で、歌詞にはテンションが上がる言葉のセンスでホスト用語が使用されている楽曲である。
鬼龍院は2025年時点では楽曲提供の仕事をあまり受けていないが、本作の「物語と登場するキャラクターには不思議な魅力がある」と考え、数年ぶりに依頼を受けることにしたという。鬼龍院は「えぶりでいホストに登場する魅力的なキャラクターの勢いを更に引き上げるような音楽と歌詞にしたい」という思いで楽曲の制作を行っている。監督のラレコは曲について、「愛、欲望、寂しさ、そしてチャラさ――それらをぎゅっと固めた、まるで夜の満員電車のような楽曲」であり、「アニメ本編以上に雄弁に原作の魂を語る、圧倒的な楽曲」であると述べている。
「夏はテイクアウト」
リョーイチ（CV：畠中祐）による第3話のラストソング。作詞はごとうにも、作曲・編曲は月蝕會議。
「Top of the Tower」
コーイチ（CV：下野紘）による第6話のラストソング。作詞・作曲・編曲は月蝕會議。
「道頓堀」
おこのみ太郎（CV：木内秀信）による第7話のラストソング。作詞・作曲・編曲は月蝕會議。
「暴＆力」
センイチ（CV：岡本信彦）による第8話のラストソング。作詞・作曲・編曲は月蝕會議。
「アポリア因果世界」
ルイ（CV：梅原裕一郎）による第13話のラストソング。作詞・作曲・編曲は月蝕會議。
「Good or Die」
ミオ（CV：天﨑滉平）によるラストソング。作詞・作曲・編曲は月蝕會議。
「Veritas」
シン（CV：西山宏太朗）によるラストソング。作詞・作曲・編曲は月蝕會議。

### 評価

#### テレビアニメ
リアルサウンドによると、アニメは『桜蘭高校ホスト部』が好きな視聴者は「必見？」の「大人向けの本格ギャグアニメ」である。リアルサウンドではアニメについて「短尺ながらもキャラクターの濃さとテンポの良い会話が際立ち、「短いのにちゃんと笑える」という満足感」があり、「良い意味でギリギリ成立しているラインを攻めたネタの連打は、深夜帯という枠にぴったりハマっている」と評している。

### 反響
キングレコードによると、2025年7月1日から主題歌の1ヶ月耐久配信を行ったところ、7月5日には一時的に同時接続者数が1万人を突破した。踊ってみた動画を投稿するインフルエンサーも現れている。

#### 主題歌
「えぶりでいホスト」がSpotifyの「Daily Viral Songs（Japan）」にて、2025年6月18日付で2位を獲得。ライターの伊藤亜希は、楽曲がTikTokで拡散され、「耳に残って離れない」、「サビが地味に頭から抜けない」と反響を得て、「そこで楽曲を発見した層が流入ししてきた」ことが原因であると述べている。

### 各話リスト
| 話数   | サブタイトル     | 初放送日      |
| ------ | ---------------- | ------------- |
| 1杯目  | 転職の夜         | 2025年 4月5日 |
| 2杯目  | 性癖             | 4月12日       |
| 3杯目  | 友情の印         | 4月19日       |
| 4杯目  | ハジメの選択     | 4月26日       |
| 5杯目  | 二人の戦士       | 5月3日        |
| 6杯目  | コーイチの過去   | 5月10日       |
| 7杯目  | メイクの達人     | 5月17日       |
| 8杯目  | けんかをやめて   | 5月24日       |
| 9杯目  | 西からの客       | 5月31日       |
| 10杯目 | 火種             | 6月7日        |
| 11杯目 | 刺客             | 6月14日       |
| 12杯目 | 夜を統べる者     | 6月21日       |
| 13杯目 | 支配の煙         | 6月28日       |
| 14杯目 | ミオ様☆御来店    | 7月5日        |
| 15杯目 | 選ばれなかった男 | 7月12日       |
| 16杯目 | 鋼のメンタル     | 7月19日       |
| 17杯目 | 神と踊る夜       | 7月26日       |

### 放送局
| 放送期間        | 放送時間                     | 放送局     | 対象地域   | 備考                                            |
| --------------- | ---------------------------- | ---------- | ---------- | ----------------------------------------------- |
| 2025年4月5日 -  | 土曜 1:13 - 1:23（金曜深夜） | テレビ東京 | 関東広域圏 | 製作参加                                        |
| 2025年4月6日 -  | 日曜 0:56 - 1:00（土曜深夜） | BS日テレ   | 日本全域   | 製作参加 / BS/BS4K放送 / 『アニメにむちゅ〜』枠 |
| 2025年4月18日 - | 金曜 20:19 - 20:25           | AT-X       | 日本全域   | CS放送 / リピート放送あり                       |

| 配信開始日    | 配信時間                   | 配信サイト                                                                       |
| ------------- | -------------------------- | -------------------------------------------------------------------------------- |
| 2025年4月6日  | 日曜 1:00（土曜深夜） 更新 | TVer ABEMA dアニメストア DMM TV Hulu Amazon Prime Video U-NEXT アニメ放題 Lemino |
| 2025年4月8日  | 火曜 0:00（月曜深夜） 更新 | J:COM STREAM TELASA milplus                                                      |
| 2025年4月13日 | 日曜 1:00（土曜深夜） 更新 | YouTube                                                                          |
| 2025年4月27日 |                            | バンダイチャンネル                                                               |

### イベント
2025年8月10日、東京都の新宿バルト9にて初のリアルイベント「TVアニメ『えぶりでいホスト』〜ボクらの軌跡を見に来てヨ！〜ラストスパート直前！イッキ見上映会」が開催される。アニメの第1話から第18話までを上映し、応援上映の回も行われる。コーイチ役の下野紘とハジメ役の八代拓が舞台挨拶を行うと発表されている。
テレビアニメがヒットしたことを記念して、2025年10月4日から13日まで、東京都のLive Cafe Mixaにて本作初のオフィシャルカフェ「えぶりでいホスト CLUB★CAFE」が開催される。

### コラボレート
2025年5月9日から5月31日まで、新宿天然温泉テルマー湯とコラボレートし、風呂がシャンパンのえぶホスの湯やサウナでのリアルタイムでのテレビ放送などが行われた。